# سكوت يونغ (لاعب كرة قدم)
سكوت يونغ (بالإنجليزية: Scott Young)‏ (5 أبريل 1977 بغلاسكو في المملكة المتحدة - ) هو مدرب كرة قدم ولاعب كرة قدم بريطاني في مركز الوسط. لعب مع دونفرملين أثلتيك وسانت جونستون وغلينتوران.

## وصلات خارجية
- سكوت يونغ على موقع قاعدة بيانات كرة القدم.إي يو (الإنجليزية)
- سكوت يونغ على موقع Soccerbase.com (لاعب) (الإنجليزية)